# Jessica Courrèges-Clercq
Jessica Courrèges-Clercq, née le 12 mars 1992 à Toulon, est une tumbleuse française.
Elle est médaillée de bronze aux Championnats du monde 2011 à Birmingham dans l'épreuve féminine de tumbling par équipe avec Mathilde Millory et Lauriane Lamperim.